# Ältester

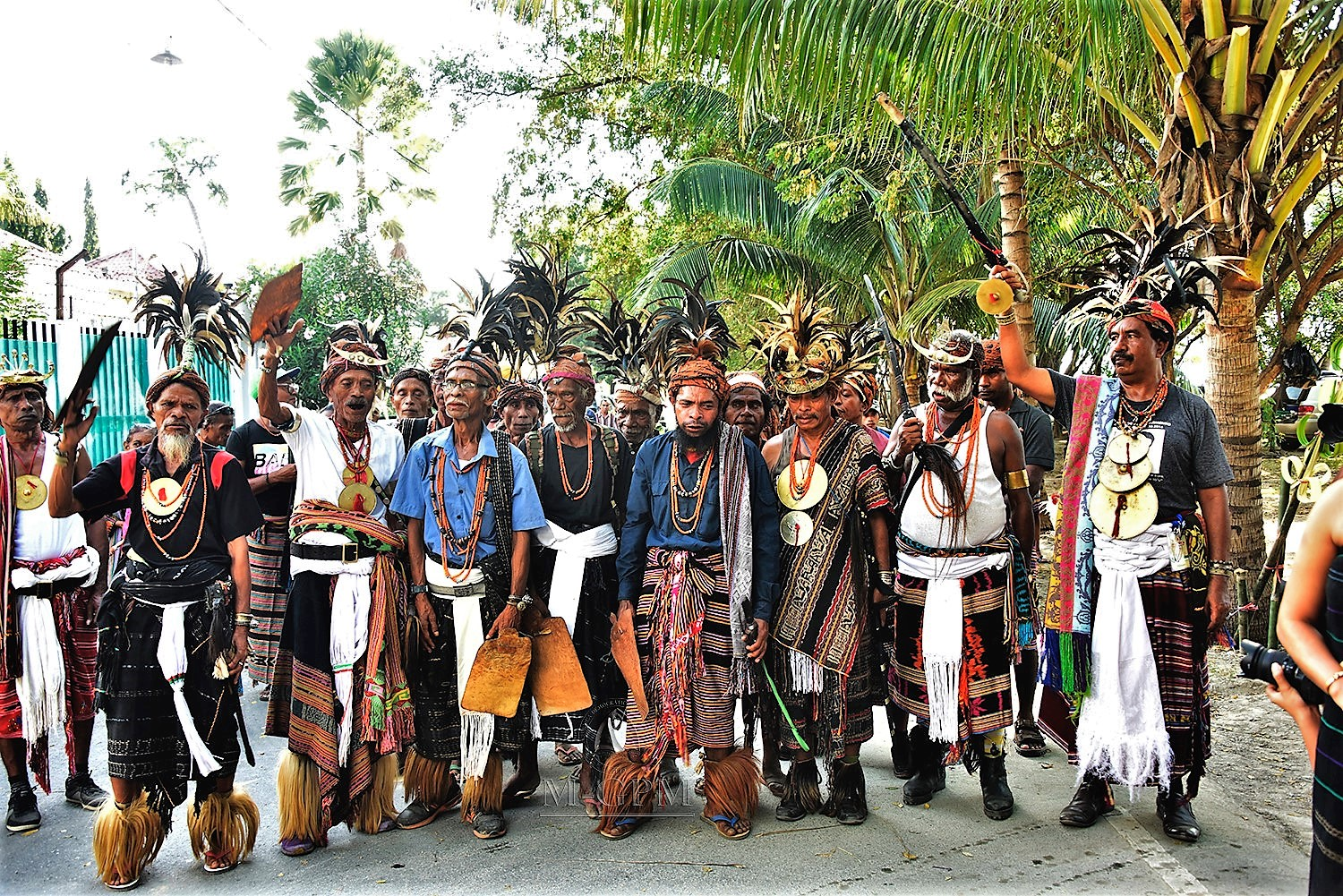
Älteste aus den verschiedenen Gemeinden Osttimors bei einer Zeremonie in Dili

Ältester oder Älteste ist eine Bezeichnung für eine bestimmte informelle oder formelle Stellung eines Mitgliedes der Gemeinschaft in einem sozialen Zusammenhang (beispielsweise in Hierarchien oder Verwaltungen), die sich aus Lebensalter, Erfahrung, Weisheit oder Dienstjahren ableitet. Einem oder einer Ältesten kann je nach Zusammenhang eine Führerschaft zukommen, oder besonderes Gehör bei Entscheidungen, oder festgelegte besondere Verantwortlichkeiten (vergleiche Seniorität: Vorrang von Menschen höheren Lebensalters). Die Respektierung des oder der Älteren oder Ältesten findet sich in der westlichen Welt begrifflich beispielsweise als Alterspräsident, Standortältester, Amtsältester oder Doyen („Dekan, Ältester“).

## Beispiele
Es gab den Dorfältesten als Vorsteher einer Dorfgemeinschaft (vergleiche Dorfschulze), in der Gerontokratie der spartanischen Gerusia den Geronten („der Greis“). Auch das lateinische Wort Senat bedeutet wörtlich „Ältestenrat“.
Adelsfamilien und adelige Häuser kennen bezüglich der Ältesten das Senioratsprinzip, das Majorat (Ältestenrecht) oder die Primogenitur (Erstgeborenen-Nachfolgeordnung).
Im kirchlichen Bereich hat sich die Bezeichnung des „Kirchenältesten“ (Presbyter) erhalten. In der Kirche Jesu Christi der Heiligen der Letzten Tage gibt es das Priestertumsamt des Ältesten.
Die Aborigines in Australien haben männliche und weibliche Elders („Ältere“), die als Erfahrenste und Weiseste die Stämme der Aborigines führen. Bei den Indianern Nordamerikas gelten die Älteren (Elders) als die Hüter des kulturellen Wissens; das Wissen mehrerer solcher Elders wurde 1990 zusammengetragen in dem Buch Wisdomkeepers („Weisheitserhalter“).